# Lamb (cráter)

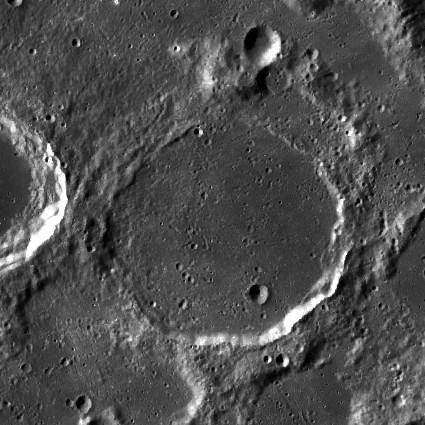
Fotografía de la misión Lunar Reconnaissance Orbiter

Lamb es un cráter de impacto que se encuentra más allá de la extremidad suroriental de la cara oculta de la Luna, en una región irregular denominada Mare Australe, justo al este del cráter Jenner.
|  |

Presenta una delgada pared interna, y el suelo interior ha resurgido por efecto del flujo de lava basáltica. El brocal aparece un tanto desgastado e irregular, pero conserva una forma casi circular y no es invadido por ningún cráter más pequeño significativo. El suelo interior está marcado exclusivamente por una multitud de pequeños cráteres, con un pequeño cráter sin nombre en la sección sur-sureste de forma excepcional.
El exterior del cráter se compone de una serie de rampas sobre secciones de terreno accidentado, casi encerrado por la lava que originó la superficie del Mare Australe. Al este de Lamb aparece Lamb G, una formación un poco más pequeña también inundada de lava.
El cráter lleva el nombre del matemático británico Horace Lamb (1849-1934).

## Cráteres satélite
Por convención estos elementos son identificados en los mapas lunares poniendo la letra en el lado del punto medio del cráter que está más cercano a Lamb.
|      | \| Lamb \| Coordenadas \| Diámetro \| \| ---- \| ------------------------------- \| -------- \| \| A \| 39°54′S 101°36′E / -39.9, 101.6 \| 20 km \| \| E \| 41°36′S 107°06′E / -41.6, 107.1 \| 11 km \| \| G \| 43°12′S 105°54′E / -43.2, 105.9 \| 69 km \| |          |
| Lamb | Coordenadas | Diámetro |
| A    | 39°54′S 101°36′E / -39.9, 101.6 | 20 km    |
| E    | 41°36′S 107°06′E / -41.6, 107.1 | 11 km    |
| G    | 43°12′S 105°54′E / -43.2, 105.9 | 69 km    |